# Йоэнсуу (аэропорт)

Аэропорт Йоэнсуу (фин. Joensuu lentoasema) — аэропорт города Йоэнсуу в Финляндии. Находится в соседней коммуне Липери. Аэропорт является самым восточным аэропортом Европейского Союза. Имеется регулярное воздушное сообщение со столицей Финляндии Хельсинки. 
В 1994—1998 годах авиакомпанией Finnair выполнялись регулярные рейсы по маршруту Хельсинки—Йоэнсуу—Петрозаводск—Йоэнсуу—Хельсинки на самолётах Saab 340 авиакомпани-партнёра Finnaviation — изначально с частотой три раза в неделю. Позже частота рейсов была доведена до пяти в неделю. В Петрозаводске функционировал собственный офис продаж авиакомпании Finnair, располагавшийся в центре города. После сильного экономического кризиса, произошедшего в России в 1998 году, выполнение этих рейсов было прекращено.

## Авиакомпании
- Finnair
- Finncomm Airlines
- Aer Arann

## Населённые пункты
- Йоэнсуу — 11 км
- Липери — 20 км
- Полвиярви — 31 км
- Оутокумпу — 41 км
- Китеэ — 80 км
- Иломантси — 85 км